# Nancy Eriksson
Nancy Margareta Eriksson (i riksdagen kallad Eriksson i Stockholm), ogift Bengtsson, född 11 april 1907 i Gladsaxe i Danmark, död 12 maj 1984 i S:t Johannes församling i Stockholm, var en svensk politiker för Socialdemokraterna.

## Barndom
28 april 1907 annonserades hon ut i Skånska Dagbladet och hon lämnades av modern Hulda Adolfina Elvira Bondesson till kusken Johan Bengtsson och hans hustru Mathilda Paulina Olsson.

## Karriär
Nancy Eriksson avlade studentexamen 1927 och blev sjuksköterska 1932. Hon blev invald till riksdagen 1948 och tog därmed inträde som ledamot i andra kammaren från 1949. Hon var riksdagsledamot i andra kammaren för Stockholms stads valkrets 1949–1970 och därefter i enkammarriksdagen 1971–1973 för Stockholms kommuns valkrets. När den svenska regeringsformen efter 150 år skulle skrivas om, motionerade hon att man också skulle formulera hur alternativet "republik" kunde se ut. Hon fick därför mycket uppmärksamhet, även i utländska tidningar, men det fanns även människor som skrek okvädingsord mot henne och porten där hon bodde blev nedklottrad. Motionen antogs av båda kammare.
Nancy Ericsson deltog aktivt i Sveriges socialdemokratiska kvinnoförbunds kampanj mot det svenska kärnvapenprogrammet och hon skrev den första motionen om atomvapen, som antogs på förbundets kongress i november 1956.
Som ordförande i allmänna beredningsutskottet i riksdagen fick hon frågan om en utbyggnad av Vindelälven på sitt bord. Hon tog utskottet med sig och reste längs den utbyggda Umeälven upp och längs Vindelälven ner. Än en gång blev rubrikerna stora när utskottet avslog utbyggnadsförslaget och med hennes argumentation i kammaren räddades älven från utbyggnad. 
Hon var ordförande i Svenska Diabetesförbundet mellan åren 1956 och 1978. En av hennes motioner resulterade i att diabetiker fick bli fast anställda i statlig tjänst. Efter 24 år i riksdagen valdes hon in i Stockholms landsting. Hon lyckades där bland annat få igenom ett förslag som gav alla med barnvagn rätt att åka gratis på bussarna.
Nancy Eriksson blev "kidnappad" av Lasse Holmqvist i tv-serien Här är ditt liv den 31 januari 1981. Han uttryckte i ett intervjuprogram på 1990-talet att avsnittet med Nancy Eriksson var det allra bästa Här är ditt liv-program han gjort.

## Familj
Nancy Eriksson gifte sig 1933 med Torsten Eriksson (1906–1977), senare  generaldirektör. Makarna fick tre barn, Birgitta Bergmark (1934–1999), Henrik Eriksson (1942–2017) och Hélène Gladsaxe (född 1945).
Nancy Eriksson är begravd på Norra begravningsplatsen utanför Stockholm.